# De Visdief
De Visdief is een klein kunstmatig eiland in het Eemmeer in Nederland. Het ligt ten zuiden van de Stichtse Brug tussen de Rijksweg A27 en het eiland De Dode Hond, op het grondgebied van de gemeente Blaricum. Het eiland is in 1992 ontstaan door het opspuiten van zand in het ondiepe randmeer en kreeg een omvang van 0,5 hectare.
Het is een broedgebied voor kustbroedvogels (kale-grond-broeders), waaronder de visdief (sterna hirundo), en maakt deel uit van het Natura 2000-gebied Eemmeer & Gooimeer. Het ondiepe westelijk deel van het Eemmeer waarin De Visdief ligt, is verboden gebied voor schepen (ook voor recreatieboten). Het eiland valt evenals De Dode Hond onder Staatsbosbeheer.